# Talagapa
Talagapa est une localité rurale argentine située dans le département de Telsen, dans la province de Chubut. Il est situé à une altitude de 1 280 mètres d'altitude. Il est situé sur le côté de la route provinciale 67, près de la frontière avec la province de Río Negro, à 29 km de Gan Gan